# Bazilika sv. Helene
Bazilika sv. Helene je rimokatolička crkva u Birkirkari na Malti. 
Birkirkara je jedna od deset malteških župa koje postoje od 1436. Župa je posvećena svetoj Heleni (sv. Jelena Križarica), majci rimskog cara Konstantina, a ona je ujedno i svetica zaštitnica ove crkve sagrađene u 18. stoljeću, koja postoji i danas. 
Crkva je postala sveučilišna crkva 1630. godine, a proglašena je manjom bazilikom 18. siječnja 1950. Danas je i župna crkva. Sagrađena je u baroknom stilu.